# Malagasippus andranomitae
Malagasippus andranomitae är en insektsart som beskrevs av Marius Descamps och Wintrebert 1967. Malagasippus andranomitae ingår i släktet Malagasippus och familjen gräshoppor. Inga underarter finns listade i Catalogue of Life.